# Boneta

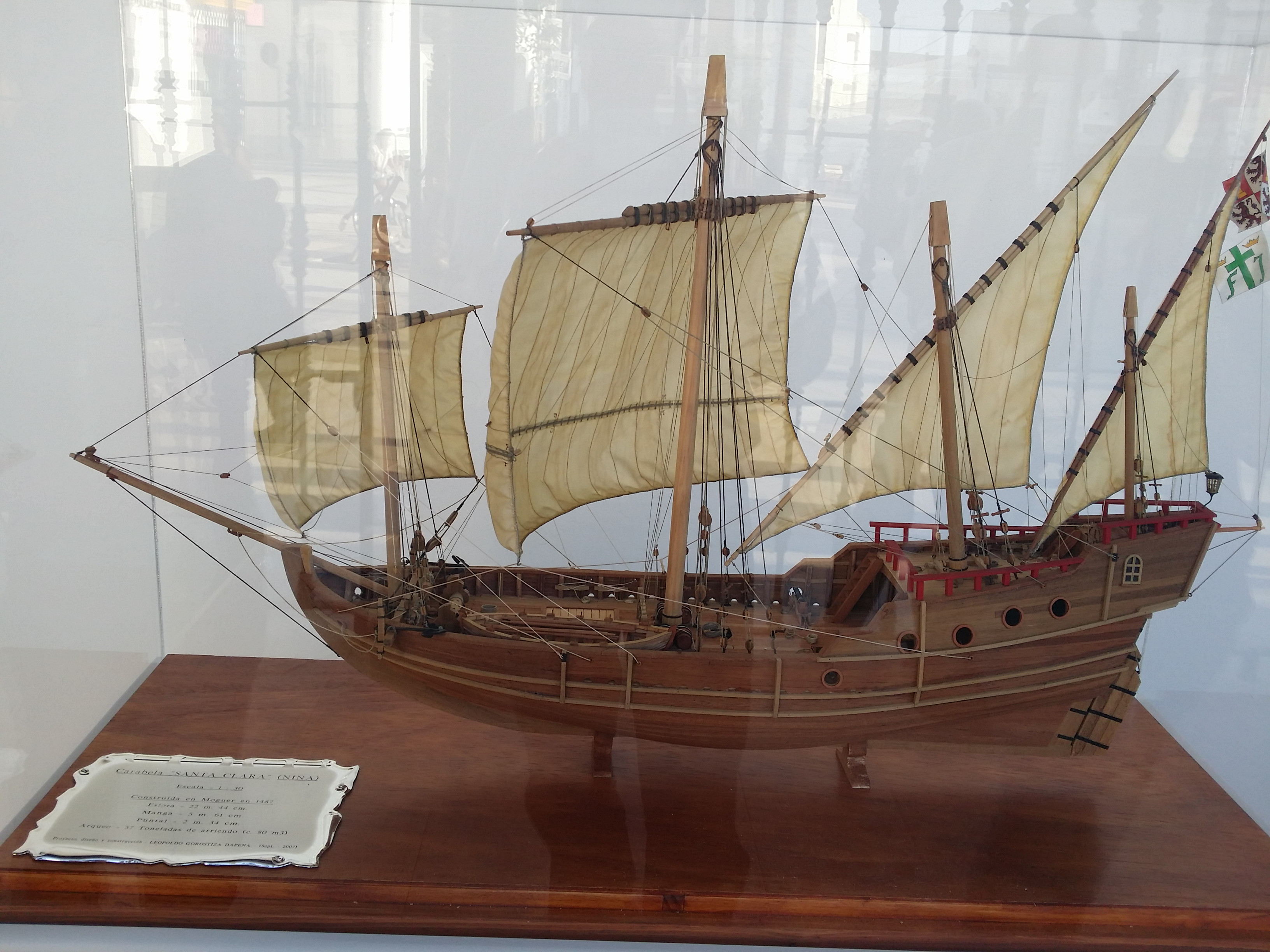
Maqueta de la Niña. Veles (d'esquerra a dreta): vela de trinquet, vela mestra amb boneta a la part inferior, vela de mitjana, vela de contramitjana.

En el camp de la nàutica, una boneta és una vela complementària que es lliga a la part inferior d'una altra vela, per augmentar la superfície vèlica en condicions favorables de vent. (fr. Bonnette; ang. Bonnet; it. Scopamare).

## Història
Les primeres bonetes s'adaptaren a les veles quadres o caires. Posteriorment aparegueren bonetes per a les veles de tall: flocs, cangrees i altres.
El període documentat de l'ús de bonetes va des del segle xiv fins al segle XIX.

## Desplegament
L'acció de lligar una boneta a una altra vela s'anomena empalomar. Les vores de les dues veles a unir disposen de dues fileres respectives d'ullets, coincidents en posició. Una corda de la mena (gruix) apropiada es passa pels ullets de les dues veles, mitjançant una lligada fàcil de deslligar (com una mena d'embastat). Cada extrem es lliga de forma convenient, amb un nus adequat. La reducció de la superfície vèlica és molt senzilla: n'hi ha prou amb desfermar un dels extrems (o tots dos) i la lligada es desfà sense esforç. Deixant la boneta lliure. Cada vela pot portar una boneta o dues. La segona boneta (la més baixa) va empalomada a la boneta superior.

## Documents
Una manera d'entendre l'ús real del terme "boneta" és la lectura de documents corresponents a casos concrets.
- 1331. Coca Sant Climent.[10]

| «                                    | ... Item, dos treus . Item, dues bonetes. Item, dues escotes... | » |
| — Inventari de la coca Sant Climent. |                                                                 |   |

- 1434. Per a una nau reparada a Palamós hi ha l'encàrrec i el pagament per a dues veles: un treu i una boneta (transcrita “borieta” en l'estudi) de 46 vessos per 15 i 5 gúes de caiguda, respectivament.[11]

- 1492.[12]

| «                                              | ... antes bien quitaron aquella noche una boneta, porqué el viento arreciaba, habiendo pasado ya once días que no amainaban las velas un palmo, pues navegaban de contínuo con viento en popa hacia occidente... | » |
| — Primer viatge de Colom. Narrat pel seu fill. | |   |

- 1464. Benedetto Cotrugli: “ vela quatra”.[13]

| «                                     | ... La vela quatra ch'usano i nelle nave have la maestra, et quattro bonecte, et deve havere dui maestre, la una de respecto, deve havere anchi la vela de la meçana, la vela delo trinchecto, de castel de prova. Lo qual trinchecto serve allo girare della nave et allo oscire dello portu, et anchi quando lo nauchiero vole che la nave faccia pocho cammino, et anchi adiuta andare la nave a l'orça. Et anchi si fa lo trinchecto alla gagia per rispecto chella nave se adiuta ad fare più cammino. Et anchi in nelle navi grosse fanno la meçana in su lo castello de poppe, et queste sonno le vele della nave ... | » |
| — Benedetto Cotrugli. De Navigatione. | |   |

- 1509. Bonetes entre altres veles de recanvi.[14]

- 1521. Veles de la nau Concepción: “... maestra y dos bonetas de la vela mayor; papahigo y dos bonetas del trinquete...”.[15]

- 1521. Antonio Pigafetta, quan explicava el codi de senyals de l'estol de Fernão de Magalhães, parlava de la boneta.[16][17]

- 1531. Memorias. Sociedad Económica de Amigos del País (Cuba).[18]

| «                                                                                  | ...me obligo de dar y vendo al dicho señor Marqués dos navíos que agora tengo en el astillero labrándose cerca del puerto de Acapulco, los cuales me obligo de dar acabados y puestos á punto dentro del agua en el dicho puerto para poder navegar de aquí á el dia de Navidad primero que viene deste presente año ; é á mi costa acabaré los dichos navíos de carpinteria y calafates con sus árboles y entenas, y todas las velas que hobieren menester en el árbol mayor, papahigo y dos bonetas, y en el trinquete, papahigo y dos bonetas, é velas de mesanas é cebaderas en cada navío ,... | » |
| — Contracte de venda de dos vaixells a Hernán Cortés, marqués del Valle de Oaxaca. | |   |

- 1565. «...boneta del papaigo mayor...».[19]

- 1860. A la traducció de l'obra Elementos de construcción de velas,[20] Pere Riudavets i Tudury va afegir la fabricació d'una boneta per a un floc.[21]